# Juan de Nalda

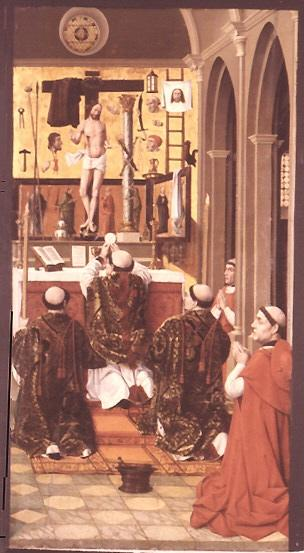
Misa de san Gregorio, óleo sobre tabla, 157 x 78 cm, Madrid, Museo Arqueológico Nacional.

Juan de Nalda (documentado entre 1490 y 1510), fue un pintor español de estilo hispano flamenco.
Se ha localizado su origen riojano, por ser hijo de un bordador de Navarrete, en la diócesis de Calahorra.
En noviembre de 1493 se le documenta trabajando en el taller de Jean Changenet, pintor francés instalado en Aviñón que falleció en 1494 o a inicios del año siguiente. Tras dar a conocer estos datos Charles Sterling atribuyó a Juan de Nalda el retablo mayor de la iglesia del convento de Santa Clara de Palencia, hasta entonces atribuido a un Maestro de Santa Clara de Palencia o Maestro de Santa María del Campo, del que dos tablas se conservan en el Museo Arqueológico Nacional (La Virgen de la Misericordia, con los retratos de los Reyes Católicos, y La misa de san Gregorio) y otras dos en el Museo de Bellas Artes de Lyon (La muerte de la Virgen y la Coronación). El retablo parece ser un encargo de María de Velasco, viuda del almirante Alfonso Enríquez, bajo cuyo patrocinio se encontraba el convento, y debió de terminarse antes de 1505, cuando doña María firmó su testamento.
Posteriormente, Pilar Silva Maroto le atribuyó por razones estilísticas el San Juan Bautista del Retablo de la Visitación de la catedral de Palencia, que habría pintado en colaboración con el anónimo Maestro de la Visitación por encargo del canónigo Juan de Ayllón, y una tabla con San Gregorio de procedencia desconocida, ingresada en 1926 en el Museo del Prado.
Estilísticamente se detecta la influencia del arte provenzal de la escuela de Aviñón en la iluminación con tonos claros y los volúmenes simples, que producen una atmósfera de calma en la composición.